# Petrel długodzioby
Petrel długodzioby (Pterodroma longirostris) – gatunek średniej wielkości ptaka oceanicznego z rodziny burzykowatych (Procellariidae). Monotypowy. Narażony na wyginięcie.

## Występowanie i biotop
Występuje na rozległym obszarze Pacyfiku, od Japonii do środkowo-zachodniego wybrzeża Ameryki Południowej. Spotykany także daleko od miejsc, gdzie jest powszechnie obserwowany. Gniazduje u środkowych wybrzeży Chile, na wyspie Alejandro Selkirk w archipelagu Juan Fernandez.

## Morfologia
Długość ciała około 31 cm. Upierzenie na wierzchu skrzydeł szaro-czarne, spód biały. Głowa i koniec ogona bardziej czarne, pozostałe części wierzchu tułowia i skrzydeł szaro-białe. Brak dymorfizmu płciowego. 

## Ekologia i zachowanie

### Tryb życia
Ptak wędrowny, przystosowany do życia na otwartym oceanie. Stosunkowo niewiele wiadomo na temat tego gatunku.

### Pożywienie
Pokarm stanowią przypuszczalnie ryby i inne organizmy morskie.

### Lęgi
W okresie lęgowym, który rozpoczyna się w listopadzie, petrele długodziobe wędrują na południe. 
Gniazdo
Gniazduje wewnątrz lądu w podziemnych norach, zazwyczaj w towarzystwie petrela wędrownego.
Jaja i pisklęta
Samica składa 1 białe jajo. Pisklę pozostaje w gnieździe przez około 3 miesiące. Młode ptaki po opuszczeniu gniazda rozpraszają się po Pacyfiku, nie powracając w miejsce gniazdowania przez kilka kolejnych lat.

## Status
Międzynarodowa Unia Ochrony Przyrody (IUCN) od 2000 roku uznaje petrela długodziobego za gatunek narażony (VU – Vulnerable); wcześniej, od 1988 roku klasyfikowano go jako gatunek niższego ryzyka/najmniejszej troski (LR/LC – Lower Risk/Least Concern). Liczebność światowej populacji szacowano w 1986 roku na około 131 tysięcy par; według szacunków z lat 2003 i 2004 może ona być niższa. Globalny trend liczebności populacji uznawany jest za spadkowy ze względu na drapieżnictwo ze strony introdukowanych ssaków.